# Rize (stad)
Rize (Grieks: Ριζούντα/Rizounta) is de hoofdstad (İlçe Merkezi) van het gelijknamige district en de provincie Rize in Turkije. Rize is de grootste stad langs de Zwarte Zee-kust tussen Trabzon en Batoemi, in Georgië. In 2010 telde de stad zo'n 97.000 inwoners. Rize was de laatste stad van het laatste Romeinse Rijk; het Keizerrijk Trebizonde. Hoewel Constantinopel viel in 1453 en Trabzon in 1461, hield Rize het als laatste onafhankelijke Romeinse (Byzantijnse) stad uit tot 1470.

## Naam
De naam van de stad komt van het Griekse ριζα (riza), wat berghelling betekent. Sinds de 19e eeuw werd de stad Ριζούντα (Rizounta) genoemd. Latijnse namen van de stad waren Rhizus en Rhizaeum. Vanaf Ottomaanse tijden werd de stad Rize genoemd, in het lokale Lazisch is de naam Rizini (რიზინი).

## Geschiedenis
Vrijwel alle steden langs de Zwarte Zee werden door Griekse kolonisten uit Milete gesticht rond 800 voor Christus. Echter staat vast dat het gebied al enkele duizenden jaren eerder bewoond werd. Een van de oudste volkeren waarvan vaststaat dat zij in de omgeving van Rize woonden waren de Cimmeriërs. De streek rond Rize maakte deel uit van de Colchis, die vooral bekend is van de mythe van Jason en de Argonauten, en van Egrisi. Naast Griekse kolonisten woonden in deze streek ook Kaukasische volkeren zoals Lazen en Armeniërs.
Deze verre Griekse koloniën stonden bloot aan regelmatige invallen van Perzische volkeren. Alexander de Grote maakte hier een eind aan door het Perzische Rijk te veroveren. Na zijn dood ontstonden verschillende landen, waaronder Pontus vanuit Sinop. In 180 vóór Christus werd Rize ingelijfd in het koninkrijk Pontus door Pharnakes I. Twee eeuwen later werd de stad onderdeel van het Romeinse Rijk.
In de Romeinse tijd maakte de stad deel uit van de provincie Pontus et Bithynia, waarna ze werd opgenomen in het Byzantijnse Thema Chaldië, met als hoofdstad Trabzon.
Gedurende de middeleeuwen bleef de stad in handen van de Byzantijnen en was het merendeel van de bevolking Griekstalig. Vanaf de 9e eeuw arriveren Turkse volkeren in de regio, met name Kiptsjakken uit de Pontische Steppe. Na de Slag bij Manzikert, de belangrijkste nederlaag van de Byzantijnen, arriveren in de bergen ten zuiden van Rize nog meer Turkse volkeren.
Nadat Constantinopel door de Vierde Kruistocht werd vernietigd in 1204, verhuisde de Keizerlijke familie naar Trabzon, zo'n 70 kilometer ten westen van Rize. Hier stichtten zij een derde Rome, van waaruit ook Rize bestuurd werd. In 1461 namen de Ottomanen Trabzon in, acht jaar na de val van Constantinopel. Rize bleef echter nog onafhankelijk tot 1470 en was daarmee in feite het vierde en laatste Rome.
Rize werd onderdeel van het Ottomaanse Rijk, als stad in het Vilajet Trabzon. Tijdens de 16e eeuw ging de bevolking, voornamelijk bestaand uit Georgische Lazen, vrijwillig over op de Islam. Tijdens de Eerste Wereldoorlog werd de stad bezet en grotendeels vernietigd door het Russische leger, dat zich in 1917 uit de Kaukasus moest terugtrekken vanwege de Russische revolutie. De bevolking van Rize staat in Turkije bekend om haar heldhaftige optreden, waarmee ze de Russen enkele maanden tegenhield. Na de oorlog werd de Orthodox-Griekse bevolking met Griekenland uitgewisseld. In het district İkizdere in het westen van de provincie bleef nog wel een islamitische Griekse bevolkingsgroep wonen; sprekers van het Romeyka. Het merendeel van de bevolking bestond echter uit Lazen en Turken. Ook waren er gedurende de 19e eeuw veel vluchtelingen uit de Kaukasus gekomen.
Een belangrijke ontwikkeling voor de stad was de introductie van de theeplant vanuit Georgië in de jaren 40 van de twintigste eeuw. De regio was na de oorlog en de bevolkingsuitwisseling erg verarmd geraakt. De steile maar zeer vruchtbare bergen aan de noordoostkust van de Zwarte Zee bleken uitermate geschikt voor de cultivatie van thee en in enkele decennia groeide de provincie Rize uit tot de grootste producent voor de binnenlandse theeconsumptie, en maakte het Turkije tot een van de grotere producenten wereldwijd.

## Economie
Rize is voor export afhankelijk van de haven van Trabzon, of de kustsnelweg richting Europa en de Kaukasus. Aangezien de Georgisch-Russische grens gesloten is en Georgië zelf een grote theeproductie kent, wordt de thee voornamelijk lokaal verwerkt en per schip geëxporteerd. Andere belangrijke producten uit het district zijn kiwivruchten, groenten en honing. In Rize bevindt zich sinds 2006 ook een universiteit met faculteiten voor medische wetenschappen, theologie, landbouwkunde en zelfs theewetenschappen.

## Bezienswaardigheden
Rize is niet toeristisch. In de stad zelf zijn door de Eerste Wereldoorlog niet veel bezienswaardigheden bewaard gebleven. Het is een rustige stad die voornamelijk wordt aangedaan door toeristen als tussenstop langs de Zwarte Zee of voor een bezoek aan de zomerweiden in de zuidelijke districten van de provincie, zoals Ayder. In het zuiden van de provincie bevindt zich ook het Kackar, de hoogste toppen van het Pontisch gebergte. De lokale bevolking van het district Hemşin wordt gevormd door de islamitische Hamshenis die een Armeense taal spreken. De provincie is wel populair onder Europese en Japanse wandelaars vanwege de ongerepte natuur en de traditionele architectuur en levenswijze van de lokale bevolking. In de zomer worden op de zomerweiden traditionele festivals gehouden waar ook veel Europese Turken naartoe gaan.

## Klimaat
Rize heeft een gematigd zeeklimaat, met koele winters en warme zomers met veel vocht, met een hoge neerslagkans verspreid over het hele jaar. Rize is bekend om zijn hevige regenval (gemiddeld 2545 mm per jaar). De watertemperatuur bij Rize is, net zoals elders aan de Turkse Zwarte zeekust, altijd koel. Het fluctueert van 8° tot 20°C.

## Verkeer en vervoer
De wegen in deze regio van Turkije worden continu verbeterd, maar buiten de goed onderhouden en minimaal 2-baans nationale hoofdwegen en betere gemeentelijke wegen zijn veel wegen door de bergen nog slecht- of onverhard. Het dichtstbijzijnde internationale vliegveld is Trabzon.
Rize ligt aan de nationale weg D010 en de provinciale weg 53-50. De D10 loopt langs de kust van Istanboel naar Georgië. Vanuit de stad gaan regelmatig bussen naar Trabzon (1 uur) en andere steden langs de kust ten westen van Rize, en ook richting het oosten naar Hopa en Batoemi in Georgië (2 uur).

## Geboren

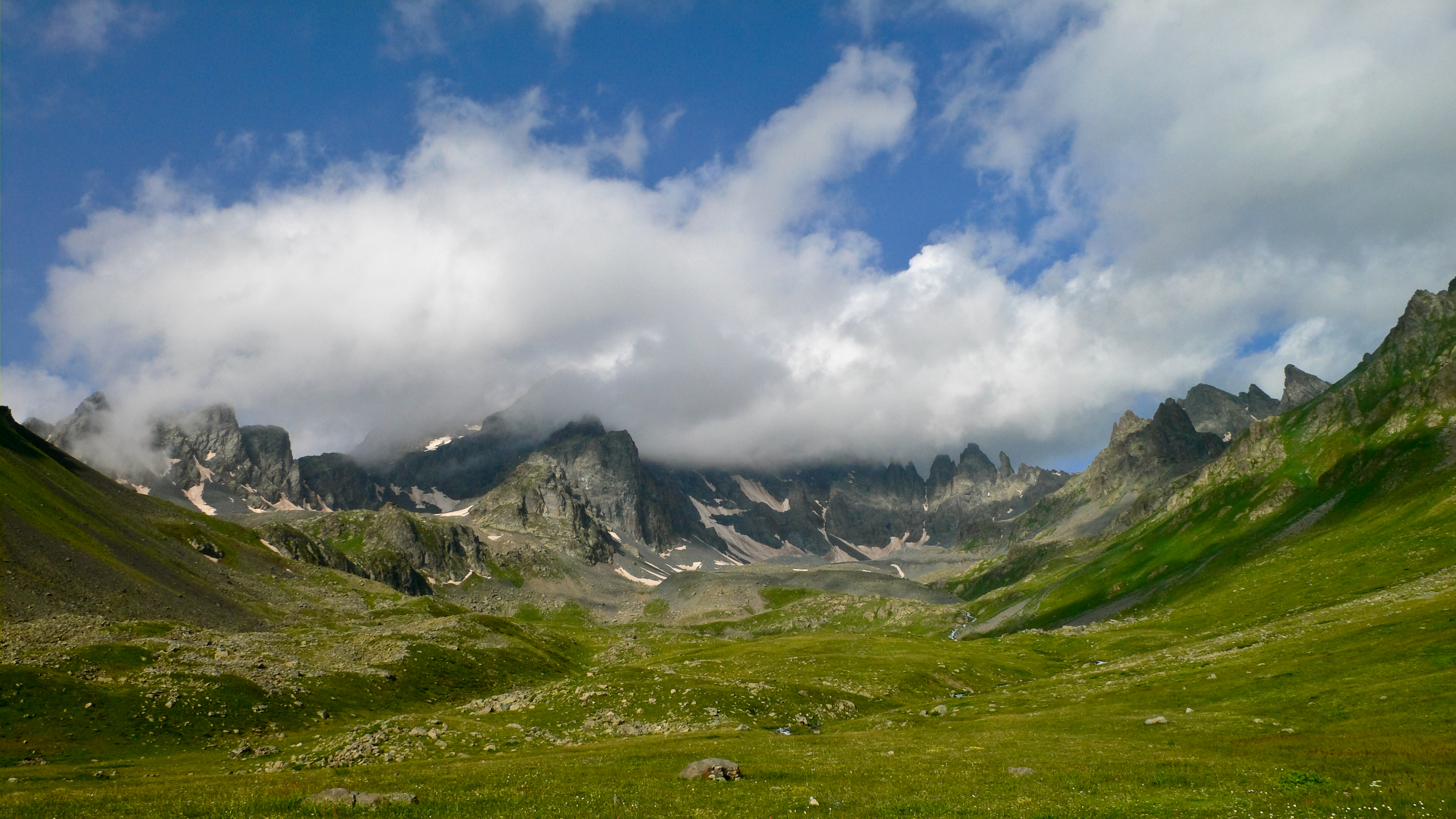
Het Kackar gebergte in het zuiden van de provincie

- Zafer Biryol (1976), voetballer
- Murat Hacıoğlu (1979), voetballer
- Yasin Çakmak (1985), voetballer

- Gemeinsame Normdatei: 4473903-5
- Library of Congress Control Number: n88252058
- Nationale Bibliotheek van Israël: 987007564917705171
- Virtual International Authority File: 139667738
- WorldCat: E39PBJrm4k3trq9j4chQMMyPQq